# 清水灯台
清水灯台（しみずとうだい）は、静岡県静岡市清水区にある三保半島の東端に立つ、白亜の小型灯台で、水平断面が八角形をしている。日本で最初の鉄筋コンクリート造灯台である。歴史的文化財的価値が高く、国の重要文化財に指定されるとともに、Aランクの保存灯台となっており、現在も建設当時の姿をそのまま残す。周辺は、世界文化遺産富士山の構成資産「三保松原（みほのまつばら）」、国指定名勝「三保松原（みほのまつばら）」、日本平・三保松原県立自然公園の景勝地となっており、真崎や内浜の海水浴場ほど近く、その松原の中に佇立している。一般には三保灯台（みほとうだい）と呼ばれることが多いが、海上保安庁による正式名称は「清水灯台」である。

## 歴史
1912年（明治45年）3月1日に設置、初点灯された日本で最初の鉄筋コンクリート造灯台である。清水港は、古来から重要な港で、そこに出入りする船の航行安全のために灯台が必要だった。
1994年（平成6年）4月から無人化される。清水灯台の風見鶏は、最後の灯台守の娘による羽衣の天女のデザインとなっている。
2009年（平成21年）2月6日に日本国近代化産業遺産に認定。2010年（平成22年） 土木学会により平成22年度選奨土木遺産に選出。2013年（平成25年）静岡市地域景観資源に指定された。
2022年（令和4年）9月20日に国の重要文化財に指定。

## 交通
JR東海道本線清水駅から、しずてつジャストラインバス三保山の手線「三保本町」バス停下車、そこから徒歩約15分。

## 周辺情報
- 東海大学海洋科学博物館
- 三保松原
- 御穂神社